# Marion Posch
Marion Posch (* 2. November 1972 in Sterzing, Südtirol) ist eine ehemalige italienische Snowboarderin, die zweimal Weltmeisterin im Parallelslalom wurde.

## Biografie
Bei der ersten Snowboard-Weltmeisterschaft, die 1996 in Lienz ausgetragen wurde, gewann sie den Weltmeistertitel im Parallelslalom vor Marcella Boerma  aus den Niederlanden, nachdem sie zwei Tage zuvor den siebten Platz im Riesenslalom erreicht hatte. Im Jahr darauf belegte sie bei der Weltmeisterschaft in Innichen den vierten Rang im Parallelslalom. Bei den Olympischen Spielen 1998 erreichte Posch den sechsten Platz im Riesenslalom. 1999 bei der Weltmeisterschaft in Berchtesgaden fuhr Posch im Parallel-Riesenslalom auf den neunten Platz. Am nächsten Tag holte sie ihren zweiten WM-Titel im Parallelslalom, diesmal siegte sie vor der Französin Isabelle Blanc. Obwohl Marion Posch noch bis zu den Olympischen Spielen 2006 aktiv blieb, erreichte sie danach nur noch eine Platzierung unter den besten acht, als sie 2005 Achte bei der WM im Parallelslalom wurde.
Marion Posch gewann in der Saison 1994/1995 den Gesamt-Weltcup im Parallelslalom. Zwischen 1994 und 2002 siegte sie in 16 Weltcup-Rennen, davon neun im Parallelslalom, zwei im Parallel-Riesenslalom, zwei im Slalom und drei im Riesenslalom. Außerdem gewann Marion Posch drei italienische Meistertitel: 1999 und 2002 siegte sie im Parallelslalom, 2002 blieb sie auch im Parallel-Riesenslalom erfolgreich.
Posch betreibt ein Hotel garni in Kolfuschg und arbeitet als Snowboard- und Skilehrerin für die Skischule Colfosco.

## Erfolge

### Olympische Spiele
- Nagano 1998: 6. Riesenslalom
- Salt Lake City 2002: 12. Parallelriesenslalom
- Turin 2006: 15. Parallelriesenslalom

### Weltmeisterschaften
- Lienz 1996: 1. Parallelslalom, 7. Riesenslalom
- Innichen 1997: 4. Parallelslalom, 11. Riesenslalom
- Berchtesgaden 1999: 1. Parallelslalom, 9. Parallelriesenslalom, 45. Riesenslalom
- Madonna di Campiglio 2001: 10. Parallelslalom, 16. Parallelriesenslalom, 17. Riesenslalom
- Kreischberg 2003: 14. Parallelriesenslalom, 16. Parallelslalom
- Whistler 2005: 8. Parallelslalom, 14. Parallelriesenslalom

### Weltcupwertungen
| Saison  | Gesamt | Gesamt | Parallel | Parallel | Parallelriesenslalom | Parallelriesenslalom | Parallelslalom | Parallelslalom | Snowboardcross | Snowboardcross |
| Saison  | Platz  | Punkte | Platz    | Punkte   | Platz                | Punkte               | Platz          | Punkte         | Platz          | Punkte         |
| ------- | ------ | ------ | -------- | -------- | -------------------- | -------------------- | -------------- | -------------- | -------------- | -------------- |
| 1994/95 | –      | –      | 1.       | 3400     | –                    | –                    | –              | –              | –              | –              |
| 1995/96 | 4.     | 893    | –        | –        | –                    | –                    | –              | –              | –              | –              |
| 1996/97 | 6.     | 927    | –        | –        | –                    | –                    | –              | –              | 21.            | 400            |
| 1997/98 | 4.     | 1020   | –        | –        | –                    | –                    | –              | –              | –              | –              |
| 1998/99 | 4.     | 1043   | –        | –        | –                    | –                    | –              | –              | –              | –              |
| 1999/00 | 19.    | 564    | 11.      | 3494     | 11.                  | 3494                 | –              | –              | –              | –              |
| 2000/01 | 4.     | 973    | –        | –        | –                    | –                    | 7.             | 4650           | –              | –              |
| 2001/02 | –      | –      | 23.      | 498      | 4.                   | 4810                 | 35.            | 340            | –              | –              |
| 2002/03 | –      | –      | 17.      | 2824     | –                    | –                    | –              | –              | –              | –              |
| 2003/04 | –      | –      | 12.      | 3188     | –                    | –                    | –              | –              | –              | –              |
| 2004/05 | –      | –      | 9.       | 3145     | –                    | –                    | –              | –              | –              | –              |
| 2005/06 | 45.    | 1780   | 18.      | 1780     | –                    | –                    | –              | –              | –              | –              |

### Weltcupsiege
Posch errang im Weltcup 43 Podestplätze, davon 16 Siege:
| Datum             | Ort                | Land       | Disziplin            |
| ----------------- | ------------------ | ---------- | -------------------- |
| 21. Januar 1995   | Innichen           | Italien    | Parallelslalom       |
| 25. Februar 1995  | Calgary            | Kanada     | Parallelslalom       |
| 22. November 1995 | Zell am See/Kaprun | Österreich | Riesenslalom         |
| 16. März 1996     | Mount Bachelor     | USA        | Parallelslalom       |
| 31. Januar 1997   | Mont Sainte-Anne   | Kanada     | Slalom               |
| 1. Februar 1997   | Mont Sainte-Anne   | Kanada     | Riesenslalom         |
| 1. März 1997      | Olang              | Italien    | Slalom               |
| 5. Dezember 1997  | Sestriere          | Italien    | Parallelslalom       |
| 12. März 1998     | Tandådalen         | Schweden   | Parallelslalom       |
| 5. Januar 1999    | Morzine            | Frankreich | Parallelslalom       |
| 13. Februar 1999  | Asahikawa          | Japan      | Parallelslalom       |
| 20. Februar 1999  | Naeba              | Japan      | Parallelslalom       |
| 12. März 1999     | Olang              | Italien    | Parallelslalom       |
| 10. Januar 2001   | Schönried/Gstaad   | Schweiz    | Riesenslalom         |
| 17. Januar 2001   | Kronplatz          | Italien    | Parallelriesenslalom |
| 24. Januar 2002   | Kreischberg        | Österreich | Parallelriesenslalom |

### Europacup
- 2 Podestplätze, davon 1 Sieg:

| Datum           | Ort     | Land    | Disziplin      |
| --------------- | ------- | ------- | -------------- |
| 21. Januar 2003 | Alleghe | Italien | Parallelslalom |

### Weitere Erfolge
- 3 italienische Meistertitel (Parallelslalom 1999 und 2002, Parallelriesenslalom 2002)
- 7 Siege in FIS-Rennen